# Himalayahonungsvisare
Himalayahonungsvisare (Indicator xanthonotus) är en fåtalig asiatisk fågelart i familjen honungsvisare inom ordningen hackspettartade fåglar.

## Utseende och läten
Himalayahonungsvisaren är en 15-16 cm lång småhövdad art i familjen med lysande gult inslag i fjäderdräkten. Den är guldgul på panna, rygg och övergump. Den tvärt avskurna stjärten är svartaktig. Fjäderdräkten i övrigt är streckad grågrön, med vita inre kanter på tertialerna som formar parallella linjer nerför ryggen. Hanen har även ett tydligt gult mustaschstreck. Den verkar sakna sång och bland lätena hörs "weet".

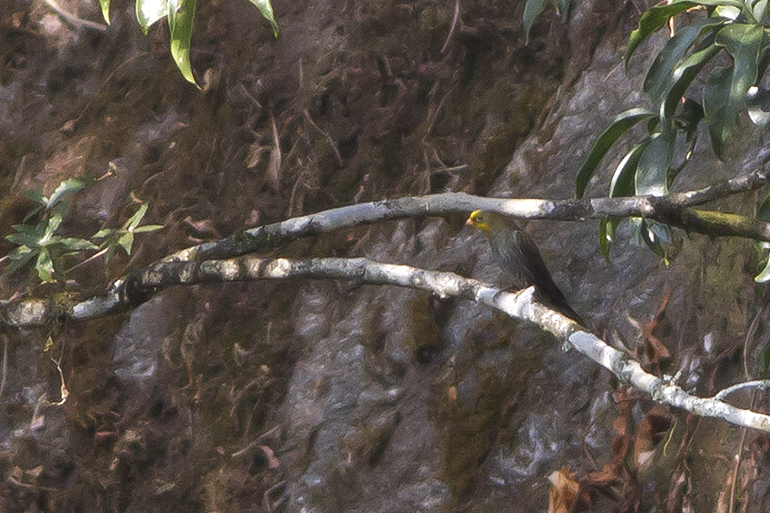
Himalayahonungsvisare i Sikkim, Indien.

## Utbredning och systematik
Himalayahonungsvisare behandlas antingen som monotypisk eller delas in i två underarter med följande utbredning:
- Indicator xanthonotus xanthonotus – förekommer från nordöstra Pakistan och Himalaya i nordvästra Indien till västligaste Nepal
- Indicator xanthonotus radcliffi – förekommer från Nepal till nordöstra Indien, sydöstra Tibet och norra Myanmar

## Levnadssätt
Himalayahonungsvisaren hittas i klippbranter vid kolonier med jättebin (Apis dorsata) samt intilliggande skog, vanligtvis mellan 1450 och 3500 meters höjd. Den lever huvudsakligen av bivax och kan även äta bina själva, men verkar föredra luftburna mindre insekter. Fågeln häckar mellan april och juni. Den tros vara boparasit liksom sina släktingar, men inga värdar har dokumenterats ännu.

## Status
Arten har ett stort utbredningsområde och internationella naturvårdsunionen IUCN kategoriserar arten som livskraftig. Beståndsutvecklingen är dock oklar.